# Androgeus
Androgeus (in andere bronnen Mandubracius) was volgens de legende, zoals beschreven door Geoffrey van Monmouth, rechtmatig troonopvolger van Brittannië. Hij was de oudste zoon van koning Lud.
Toen Lud stierf was Androgeus nog te jong om de troon te bestijgen. Zijn oom Cassivellaunus, de broer van Lud, werd aangesteld als regent, totdat de Britse edelen Cassivelaunus kroonden tot hun koning.
Angrogeus werd hertog van Kent en Trinovantum, en toen hij volwassen werd werd hij een gewaardeerd adviseur van de koning. Hij hielp bij het afslaan van de Romeinse aanvallen onder aanvoering van Julius Caesar.
Toen, tijdens de viering van de overwinning op de Romeinen, een neef van Androgeus een neef van de koning doodde, ontstond er een conflict. Androgeus beschermde zijn neef tegen de wraak van de koning, en die vernielde in reactie de landerijen van Androgeus. Omdat Androgeus zich niet kon verdedigen, zocht hij de hulp van Caesar, en kocht diens vertrouwen met gijzelaars, waaronder zijn eigen zoon Scaeva. Caesar viel aan, en gezamenlijk bezetten zij Londen. Toen de Britten de tegenaanval inzetten werden zij door de Romeinen teruggeslagen. Cassivelaunus pleitte de overgave van Brittannië aan Caesar bij Androgeus, en het Britse rijk werd aldus onderdeel van het Romeinse rijk. Caesar overwinterde voordat hij naar Gallië vertrok.
Androgeus vergezelde Caesar en kwam niet meer terug. Om die reden werd zijn broer Tenvantius koning, na de dood van Cassivelaunus. Androgeus' zoon Scaeva was klaarblijkelijk ofwel met zijn vader meegegaan, overleden, of was niet machtig genoeg om de troon op te eisen.